# Marius Tausk
Marius Tausk (Sarajevo, 15 februari 1902 - Nijmegen, 2 augustus 1990) was een Nederlands endocrinoloog en geneesmiddelenproducent. Hij was de zoon van een van de pioniers in de psychoanalyse, Victor Tausk, en een bekende Oostenrijkse feministe en politica, Martha Tausk. Hij kreeg twee zoons en twee dochters, waaronder de actrice en tv-persoonlijkheid Annabet Tausk.
Tausk werd geboren in Sarajevo en studeerde geneeskunde in Graz in Oostenrijk. Nadat hij in 1926 een socialistisch jeugdcongres bezocht in Amsterdam ontmoette hij de farmacoloog Ernst Laqueur. Tausk ging daarop werken bij Organon in Oss waar hij opklom tot directeur
 en bijdroeg aan een aantal belangrijke innovaties in de endocrinologie zoals de ontdekking van de corticosteroïden en de ontwikkeling van de orale contraceptieve pil. Op de corticosteroïden wist Tausk patent te verkrijgen. In 1937 werd hij aan de faculteit Geneeskunde van de Universiteit Utrecht benoemd tot privaatdocent en in 1956 tot buitengewoon hoogleraar.
Tausk verkreeg in 1936 de Nederlandse nationaliteit. Hij ontving diverse onderscheidingen, waaronder twee eredoctoraten. In 1949 werd hij benoemd tot ridder in de Orde van de Nederlandse Leeuw.